# Бумбешть-Жіу
Бумбешть-Жіу, Бумбешті-Жіу (рум. Bumbești-Jiu) — місто у повіті Горж в Румунії. Адміністративно місту підпорядковані такі села (дані про населення за 2002 рік):
- Куртішоара (787 осіб)
- Лезерешть (368 осіб)
- Плеша (414 осіб)
- Тетіла (1086 осіб)

Місто розташоване на відстані 229 км на захід від Бухареста, 18 км на північний схід від Тиргу-Жіу, 100 км на північ від Крайови.

## Населення
За даними перепису населення 2002 року у місті проживали 10 617 осіб.
Національний склад населення міста:
| Національність            | Кількість осіб | Відсоток |
| ------------------------- | -------------- | -------- |
| румуни                    | 10329          | 97,3%    |
| цигани                    | 272            | 2,6%     |
| угорці                    | 9              | 0,1%     |
| німці                     | 3              | < 0,1%   |
| італійці                  | 2              | < 0,1%   |
| словаки                   | 1              | < 0,1%   |
| не вказали національність | 1              | < 0,1%   |

Рідною мовою назвали:
| Мова       | Кількість осіб | Відсоток |
| ---------- | -------------- | -------- |
| румунська  | 10496          | 98,9%    |
| циганська  | 106            | 1,0%     |
| угорська   | 10             | 0,1%     |
| німецька   | 3              | < 0,1%   |
| словацька  | 1              | < 0,1%   |
| італійська | 1              | < 0,1%   |

Склад населення міста за віросповіданням:
| Релігія            | Кількість осіб | Відсоток |
| ------------------ | -------------- | -------- |
| православні        | 10505          | 98,9%    |
| адвентисти         | 43             | 0,4%     |
| п'ятдесятники      | 23             | 0,2%     |
| римо-католики      | 18             | 0,2%     |
| бретрени           | 10             | 0,1%     |
| реформати          | 5              | < 0,1%   |
| баптисти           | 5              | < 0,1%   |
| лютерани           | 3              | < 0,1%   |
| греко-католики     | 2              | < 0,1%   |
| атеїсти            | 1              | < 0,1%   |
| не вказали релігію | 1              | < 0,1%   |

## Зовнішні посилання
- Дані про місто Бумбешть-Жіу на сайті Ghidul Primăriilor [Архівовано 27 лютого 2012 у Wayback Machine.]